# Protium morii
Protium morii är en tvåhjärtbladig växtart som beskrevs av D.C. Daly. Protium morii ingår i släktet Protium och familjen Burseraceae. Inga underarter finns listade i Catalogue of Life.